# Alsophis antiguae
Alsophis antiguae (Engels: Antiguan Racer) is een slang uit de familie toornslangachtigen (Colubridae). In 1995 waren er nog ongeveer 51 exemplaren over die op het kleine Great Bird Island leefden. Door een conservatieprogramma was het aantal in 2016 toegenomen tot ruim 1.100, verspreid over vier eilanden.

## Overzicht
De Alsophis antiguae is endemisch op de eilanden van de Antiguabank die bestaan uit Antigua, Barbuda en kleinere eilanden. Het is een kleine grijsbruine slang van maximaal 66 cm die geen gif heeft en niet gevaarlijk is voor mensen. De slang wordt gekenmerkt door seksuele dimorfie waarbij de mannen veel duidelijkere patronen hebben dan de vrouwen.
De slang jaagt voornamelijk op hagedissen. Het is geen actieve jager, en ligt verscholen in de bladeren te wachten op passerende hagedissen. De eveneens endemische Pholidoscelis griswoldi was de belangrijkste prooi.

## Geschiedenis
Alsophis antiguae kwam oorspronkelijk op het hoofdeiland Antigua voor. Vanaf de 17e eeuw werd het eiland gekoloniseerd en werden de bossen gekapt en vervangen door plantages. Met de mensen kwam de zwarte rat (Rattus rattus) naar het eiland en werd een invasieve soort.
In de 19e eeuw werden mangoesten geïntroduceerd op Antigua om de ratten te bestrijden, maar ratten zijn nachtdieren en mangoesten zijn dagdieren, en waren niet effectief in de bestrijding. Alsophis antiguae was een makkelijker prooi, en de mangoesten en de ratten begonnen de slang uit te roeien. In 1936 werd slang beschouwd als uitgestorven. Het eiland Barbuda dat verderop ligt, is ook een onderdeel van de  Antiguabank, maar de slang was er niet geobserveerd. In 1994 zijn er wel fossielen gevonden van Alsophis antiguae.
In 1995 werd Alsophis antiguae aangetroffen op Great Bird Island, een eilandje met een oppervlakte van 8 hectare. Er waren ongeveer 51 exemplaren over die werden bedreigd door de ratten op het eiland. Een groep vrijwilligers had de ratten van het eiland verwijderd, en in 1997 was het aantal exemplaren toegenomen tot 114. Er werd begonnen slangen naar naburige eilanden over te plaatsen nadat de eilanden rattenvrij waren gemaakt. In 2016 was de slang uitgezet op Green Island, Rabbit Island en York Island.

## Beschermingsstatus
Bij de internationale natuurbeschermingsorganisatie IUCN had Alsophis antiguae in 2016 nog steeds de beschermingsstatus 'kritiek' (Critically Endangered  of CR) vanwege het kleine leefgebied en bedreiging door invasieve soorten.